# Lifetime (Hardcore-Punk-Band)
Lifetime ist eine US-amerikanische Melodic-Hardcore-Band aus New Jersey.

## Geschichte
Die Band wurde 1990 von Ari Katz und Dan Yemin gegründet, die beide der New-York-Hardcore-Szene entstammen. Zunächst spielte man in häufig wechselnder Besetzung. Im Gegensatz zu dem damals aggressiven und gewalttätigen Grundton der New Yorker Szene formulierte Katz positivere persönliche Themen in seinen Texten. 1992 erschien mit Background das Debütalbum der Gruppe.
Bis 1995 hatte sich durch Hinzunahme von Pete Martin, David Palaitis und Scott Golley eine feste Besetzung entwickelt. Mit ihnen wurde das zweite Album eingespielt, das im selben Jahr von Jade Tree Records veröffentlicht wurde. Mit Hello Bastards zeigte sich eine deutliche Entwicklung zum Melodic Hardcore. Mit dem Coversong It's Not Funny Anymore, im Original von Hüsker Dü, war ein deutlicher Verweis auf die musikalischen Einflüsse auf dem Album enthalten.
1996 wurde eine Zusammenstellung ihrer Singles und bisher unveröffentlichter Songs herausgegeben. Ein Jahr später erschien das dritte Werk der Band. Jersey's Best Dancers beinhaltet 12 Lieder in weniger als 24 Minuten Spielzeit. Nach einer kurzen Tour löste sich die Gruppe allerdings auf. Während Yemin Mitglied bei Kid Dynamite und Paint It Black wurde, gründeten Palaitis und Katz Zero Zero.
Im August 2005 gab es drei Reunion-Konzerte für einen guten Zweck in Philadelphia und New Jersey. Der Erlös kam verschiedenen karitativen Einrichtungen zugute. Am 17. November gab dann die Band bekannt, dass sie sich endgültig wiedervereinigt hat. Im März 2006 unterschrieb Lifetime einen Plattenvertrag bei Decaydance Records.

## Diskografie

### Studioalben und EPs
- 1991: Dwell (EP, New Age Records)
- 1992: Background (New Age Records)
- 1992: Ghost (EP, Break Even Point Records)
- 1994: Tinnitus (EP, Glüe Records)
- 1995: Hello Bastards (Jade Tree Records)
- 1997: Jersey’s Best Dancers (Jade Tree Records)
- 2007: Lifetime (Decaydance Records und Fueled by Ramen)

### Kompilationsalben
- 1994: Seveninches (Glüe Records und Day After Records)
- 2006: Somewhere In The Swamps Of Jersey (Jade Tree Records)